# Editha Hörandner
Editha Hörandner (* 12. Februar 1939 in Korneuburg; † 20. Juni 2008 in Graz) war eine österreichische Volkskundlerin.

## Leben
Die Tochter von Anna Klenk und des Gendarmeriebeamtes Anton Klenk studierte nach der Matura 1957 ab Herbst 1957 an der Universität Wien, zunächst Philosophie, Anglistik und Germanistik; Studienaufenthalt in Boston (Wintersemester 1958/1959); nach der Neugründung des Instituts für Volkskunde 1963 schließlich Wechsel zum Volkskunde und Anglistik. Während des Studiums arbeitete sie als Sekretärin (1959) und Sachbearbeiterin bei einer Bank (1963–1964). Nach der Promotion zum Dr. phil. am 7. Juli 1966 (Terminologie, Methoden und Zielsetzungen einer Wiener Volkskunde in Verbindung mit Darstellung und Einordnung zweier erneuerter gegenwärtiger Brauchformen). Von 1966 bis 1968 war sie Mitarbeiterin bei der Gesellschaft für den Österreichischen Volkskundeatlas. Von 1968 bis 1986 war sie wissenschaftliche Mitarbeiterin am Institut für Volkskunde der Universität Wien (1968–1975 als Vertragsbedienstete, 1975–1986 als Beamtin). 1972 heiratete sie den Byzantinisten Wolfram Hörandner. 1973 kam die gemeinsame Tochter Magdalena zur Welt. In den frühen 1980er-Jahren war sie freie Mitarbeiterin des ORF. Von 1986 bis zur Emeritierung 2007 lehrte sie an der Universität Graz als Professorin für Volkskunde. Sie wurde am Friedhof Mauer bestattet.